# Catherine Cortez Masto
Catherine Marie Cortez Masto, född 29 mars 1964 i Las Vegas i Nevada, är en amerikansk demokratisk politiker. Hon är ledamot av USA:s senat sedan 2017. Hon var Nevadas attorney general 2007–2015.
Den 8 november 2016 vann Cortez Masto senatsvalet i Nevada med 47 procent av rösterna, medan republikanen Joe Heck fick 45 procent.
Cortez Masto är den första kvinnan av latinamerikansk härkomst att bli vald till senaten.

## Politiska ställningstaganden
National Rifle Association (NRA) har gett Cortez Masto ett "F" -betyg på grund av sitt stöd för vapenkontroll. Under valperioden 2016, spenderade NRA 1 miljon dollar på en attackannons mot henne. Hon motsätter sig att personer på terroristbevakningslistan kan köpa vapen och säger att man tillåter dem att göra det "är obegripligt."